# Condado de Montgomery (Alabama)
El condado de Montgomery es un condado del estado de Alabama, Estados Unidos. La cabeza de condado es Montgomery. En el censo del año 2000 el condado poseía una población de 223 510 habitantes, y un área de 2072 km². Fue fundado el 6 de diciembre de 1816.

## Nombre
Su nombre proviene en honor del militar Lemuel P. Montgomery, asesinado en la batalla de Horseshoe Bend de la Guerra anglo-estadounidense de 1812.

## Localidades
El condado no posee muchas ciudades o pueblos, sólo 2, Montgomery (201.998 hab.) y Pike Road (310 hab.).

## Geografía
De acuerdo con el censo del año 2000, el condado poseía un total de 2072 km², de los cuales, 2045 km² eran tierra y 26 km² eran agua.
El condado de Montgomery limita al norte con el Condado de Elmore, al noreste con el Condado de Macon, al este con el Condado de Bullock, al sureste con el Condado de Pike, al suroeste con el Condado de Crenshaw, al oeste con el Condado de Lowndes y al noroeste con el Condado de Autauga.

## Educación
Las Escuelas Públicas de Montgomery gestiona escuelas públicas.